# Eni (East Anglia)
Eni († um 618) entstammte der angelsächsischen Königsdynastie der Wuffinger aus dem Königreich East Anglia.

## Leben
Er war der Sohn des Tyttla und Bruder des Königs Rædwald.
Seine drei Söhne Anna, Æthelhere und Æthelwald wurden Könige East Anglias. Der in der Anglian collection als Sohn genannte Æthelric ist vermutlich nur eine Falschschreibung für Æthelhere. Die wichtigsten Quellen zu Eni sind eine Erwähnung in Beda Venerabilis’ Historia ecclesiastica gentis Anglorum und in der Anglian collection, einer genealogischen Liste zur Abstammung König Ælfwalds (713–749) im Textus Roffensis. Eni starb vermutlich um 618.
Es gibt keine Hinweise darauf, dass Eni selbst regierte. Eine Beteiligung an der Herrschaft seines Bruders Rædwald als Unterkönig ist zwar möglich aber unbelegt. Die Quellen weisen darauf hin, dass Rædwalds Nachfolger sein Sohn Eorpwald wurde.
|                               |
| Ahnenreihe                    |
| Ælfwald (Alfwald Aldwulfing)  |
| Ealdwulf Ældwulf Æðelricing   |
| Æthelric (Æþelric Ening)      |
| Eni (Eni Tytling)             |
| Tyttla (Tytla Wuffing)        |
| Wuffa (Wuffa Wehhing)         |
| Wehha (Wehh Wilhelming)       |
| Wilhelm (Wilhelm Hrypping)    |
| Hryp (Hryp Hroðmunding)       |
| Hrothmund (Hroðmund Trigling) |
| Trygil (Trygil Tymaning)      |
| Tyttman (Tytman Casericg)     |
| Casar (Caser Wodning)         |
| Wodan (Woden Frealafing)      |